# Lædervadsæk (bagage)
En lædervadsæk, eller stor kuffert (engelsk: portmanteau) er en type bagage, normalt lavet af læder og åbner i to lige store dele.
Det engelske ord "portmanteau" stammer fra det franske ord portemanteau (af porter, "at bære", og manteau, "frakke"), som i dag betyder en knagerække, men blev tidligere også brugt til at henvise til en rejsetaske eller taske til tøj.